# 味の素・世界ごちそうさま!!
『味の素・世界ごちそうさま!!』（あじのもと・せかいごちそうさま）は、1987年6月20日から1988年10月まで日本テレビ系列局で放送されたIVSテレビ制作と日本テレビ共同製作のグルメ番組。味の素の一社提供。放送時間は毎週土曜 22:00 - 22:30 (JST) 。

## 概要
前番組『SEIKOグルメワールド 世界食べちゃうぞ!!』がスポンサー・出演者を替えてリニューアルしたもので、各回ごとのゲストが世界各国の料理をロケ形式で紹介。スタジオで司会の三田佳子と渡辺徹、レギュラーゲストの定岡正二が、取材映像を見ながらゲストと共にトークを展開した。横浜市にある放送ライブラリーには第1回が所蔵されている。

## 出演者
- 三田佳子 - 三田は当時、味の素のCMにも出演していた。
- 渡辺徹
- 定岡正二
- みのもんた - ナレーション

※三田と渡辺は、1986年に放送された大河ドラマ「いのち」（NHK）にも出演していた。

## スタッフ
- 企画・制作：加藤光夫（日本テレビ）
- 構成：武豊、章田宙谷、豊村剛
- 監修：玉村豊男
- 音楽：佐藤允彦
- ロケ技術：八峯テレビ
- 制作進行：西村薫（IVSテレビ制作）
- ディレクター：湯浅健司、大野克巳、玉井浩、前田展宏（共にIVSテレビ制作）
- 演出・プロデューサー：長尾忠彦（IVSテレビ制作）
- プロデューサー：草野公・辻澄子（共に日本テレビ）、牛丸謙壱（IVSテレビ制作）
- 協力：日本航空
- 製作：日本テレビ・IVSテレビ制作

## 書籍
- 韓国はソウルでございます。（世界ごちそうさま!!）（1988年4月、日本テレビ放送網、ISBN 978-4820388067）
- 哀しいまでににぎやかだ。オーレイッ!SPAIN （世界ごちそうさま!!) （1988年6月、日本テレビ放送網、ISBN 978-4820388210）
- いま、海がとってもおいしいのです。My Wonder Islands （世界ごちそうさま!!）（1988年7月、日本テレビ放送網、ISBN 978-4820388234）
- 未知、満ちたオーストラリア（世界ごちそうさま!!）（1988年9月、日本テレビ放送網、ISBN 978-4820388296）